# Daniel Sarmiento Melián
Daniel Sarmiento Melián (25 d'agost del 1983 a Las Palmas de Gran Canaria, Illes Canàries) és un jugador d'handbol canari, que fa 1,86 m d' alçada i pesa 76 kg Actualment juga pel FC Barcelona
La temporada 2013-2014, va guanyar cinc títols amb el FC Barcelona, en un gran any en què l'equip només no va poder guanyar la Copa d'Europa, i a la Lliga ASOBAL va guanyar tots 30 partits disputats, amb un nou rècord de gols, 1146.